# 法蘭西斯科一世·埃斯特
法蘭西斯科一世·埃斯特（義大利語：Francesco I d'Este，1610年9月6日—1658年10月14日），摩德納公爵，1629年至1658年在位。

## 家庭
1631年，法蘭西斯科與瑪麗亞·法爾內塞結婚，兩人共有2子3女：
1. 阿方索（1634年—1662年），摩德納公爵
2. 伊莎貝拉（英语：Isabella d'Este, Duchess of Parma）（1635年—1666年），帕爾馬公爵夫人
3. 阿爾梅里戈（1641年—1660年），早逝
4. 艾蕾諾拉（英语：Eleonora d'Este (1643–1722)）（1643年—1722年）
5. 瑪麗亞（1644年—1684年），帕爾馬公爵夫人

瑪麗亞於1646年去世。1654年，法蘭西斯科與盧克蕾齊亞·巴貝里尼結婚，兩人的獨子里納爾多於隔年出生。